# Cyphomyrmex major
Cyphomyrmex major är en myrart som beskrevs av Auguste-Henri Forel 1901. Cyphomyrmex major ingår i släktet Cyphomyrmex och familjen myror. Inga underarter finns listade i Catalogue of Life.